# Juan Antonini
Juan Antonini (General Villegas, 4 de marzo de 1999) es un futbolista argentino que juega como defensa central en el Club Atlético Colón de la Primera B Nacional.

## Trayectoria
Daría sus primeros pasos en el fútbol de la mano del Eclipse Villegas, su equipo local, para posteriormente unirse al fútbol base de River Plate, abandonándolo 7 meses después para volver a Villegas. En 2015 firma por el CA Sarmiento. Iván Delfino lo asciende al primer equipo para el Campeonato de Primera B Nacional 2018-19, debutando el 23 de febrero de 2019 frente al Chacarita Juniors.
En agosto de 2021 se marcha libre al Coruxo FC de la cuarta categoría del fútbol español.  
Permanece en España hasta finales de junio de 2023.
En enero de 2024 se convierte en jugador de Colón de Santa Fé.  

## Clubes
Actualizado al último partido disputado el 1 de abril de 2023.
| Club                    | País      | Año          | Partidos | Goles |
| ----------------------- | --------- | ------------ | -------- | ----- |
| Club Atlético Sarmiento | Argentina | 2019-2021    | 9        | 0     |
| Coruxo FC               | España    | 2021-2023    | 44       | 2     |
| Club Atlético Colón     | Argentina | 2024-Actual. |          |       |